# Chill Citron
 (juillet 2025).
Si vous disposez d'ouvrages ou d'articles de référence ou si vous connaissez des sites web de qualité traitant du thème abordé ici, merci de compléter l'article en donnant les références utiles à sa vérifiabilité et en les liant à la section « Notes et références ».
Chill Citron est une boisson panachée, mélange de bière blonde et de limonade à faible teneur en alcool (2 %), commercialisée depuis 2018–2019 par plusieurs filiales africaines du groupe Castel. Elle est distribuée notamment au Burkina Faso, au Bénin, en RD Congo, en Côte d'Ivoire et au Cameroun.

## Historique
Lancée en 2019, Chill Citron a été rapidement adoptée dans plusieurs pays d’Afrique de l’Ouest et centrale. Elle est produite sous licence par différentes brasseries locales : la Brasserie du Burkina au Burkina Faso, la Brasserie BB Lomé au Bénin, la Brasserie Brasimba en RD Congo, et la société Solibra en Côte d’Ivoire.
Le lancement s'inscrit dans une stratégie du groupe Castel visant à diversifier sa gamme avec des boissons légères et rafraîchissantes adaptées aux marchés jeunes et familiaux. 

## Description
Chill Citron est une bière aromatisée légère, avec un taux d'alcool modéré de 2 %. Elle se caractérise par sa couleur incolore et son parfum naturel de citron, offrant une boisson rafraîchissante et désaltérante.

## Composition
La boisson Chill Citron est composée de : 
- Eau
- Maïs
- Houblon
- Sucre
- Acide citrique
- Arômes
- Benzoate de sodium E211

## Distribution
Chill Citron est distribuée dans plusieurs pays d'Afrique de l'Ouest et centrale :

### Burkina Faso
Au Burkina Faso, elle est produite par la Brasserie du Burkina depuis 2019 et conditionné en verre consigné de 50 cl. 

### Bénin
La boisson Chill Citron est produite au Bénin par la Brasserie BB Lomé et disponible en bouteille de 50 cl et 30 cl, ainsi qu’en canette de 33 cl. 

### RD Congo
En RD Congo, la licence de la boisson Chill Citron est détenu par la Brasserie Brasimba installée à Lubumbashi.  

### Côte d'Ivoire
En 2018, Chill Citron est lancé en Côte d'Ivoire par la société Solibra en format 50 cl en verre consigné. La société lance en 2019 le format en bouteille jetable de 25 cl.  

## Commercialisation et marketing
La boisson est commercialisée sous le slogan « légère et désaltérante ». Elle cible principalement les consommateurs à la recherche d'une bière aromatisée rafraîchissante avec un faible taux d'alcool.